# Sasiwka (obwód kirowohradzki)
Sasiwka (ukr. Сасівка) – wieś na Ukrainie, w obwodzie kirowohradzkim, w rejonie kropywnyckim, w hromadzie Kompanijiwka. W 2001 liczyła 642 mieszkańców, wśród których 621 wskazało jako ojczysty język ukraiński, 17 rosyjski, 3 mołdawski, a 1 białoruski.